# Reka (Abjasia)
Reka (en georgiano: რეკა; en abjasio: Река) es un pueblo parte de la parcialmente reconocida República de Abjasia, y parte del distrito de Ochamchire, aunque de iure pertenece a la República Autónoma de Abjasia como parte de Georgia.

## Geografía
Reka está a 18 km al noreste de Ochamchire y a 8 km de Tkvarcheli. Limita con Agubedia (distrito de Tkvarcheli) en el norte y al este; Pokveshi en el oeste; y los pueblos de Bedia (distrito de Tkvarcheli) y Achigvara en el sur. Las aldeas de Jgeriani y Sachino están bajo la administración del pueblo.

## Historia
A diferencia de todos los demás pueblos abjasios de la región de Ochamchira, Reka no es un pueblo abzhua. En el siglo XIX, el territorio de Reka pertenecía a la región histórica de Samurzakán. A fines de siglo, todo Samurzakán se dividió en dos zonas lingüísticas: la abjasia, que permaneció en las colinas; y la mingreliana, en las tierras bajas.
Después del establecimiento de la Unión Soviética, los bolcheviques abjasios comenzaron a exigir que, como parte de la reforma administrativa de la RASS abjasia en la década de 1930, reemplazando los antiguos distritos rusos del distrito, se establecieran nuevos límites entre los distritos de Ochamchire y Gali en una base etnolingüística. Así que Reka, junto con Agubedia y Pirveli Bedia se añadieron al distrito de Ochamchire. Como resultado, estos tres pueblos siguieron siendo los únicos en todo el antiguo Samurzakán, donde los habitantes se reconocen abjasios y hablan abjasio.
Durante la guerra de Abjasia (1992-1993), la aldea estaba controlada por guerrillas abjasias y tras la reforma administrativa de 1994, siguió perteneciendo al distrito de Ochamchire.

## Demografía
La evolución demográfica de Reka entre 1886 y 2011 fue la siguiente:
| 574                                                 | 1562 | 652 | 501 | 438 |
| (Fuente: Population of Abkhazia since Soviet times) |      |     |     |     |

Reka tuvo un máximo de población en 1926 con más de 1500 habitantes pero desde entonces sólo ha perdido población. Sin embargo es notable decir que la guerra de Abjasia no supuso un descenso drástico de la población como si hizo en la mayoría de lugares de Abjasia. Según el censo de 2011, la población de Reka sigue siendo inmensamente mayoritaria de abjasios, como tradicionalmente ha sido en el pueblo, pero es bastante característico el bilingüismo abjasio-mingreliano.
|              | 2011      | 2011       |
| Grupo étnico | Población | Porcentaje |
| ------------ | --------- | ---------- |
| Georgianos   | 45        | 10,3%      |
| Abjasios     | 389       | 88,8%      |
| Rusos        | 4         | 0,9%       |
| Total        | 438       | 100%       |